# ابو مناع شرقی
ابو مناع شرقی (به عربی: أبو مناع شرق)، روستایی از توابع دشنا در استان قنا و کشور مصر است.

## جمعیت
براساس سرشماری سال ۲۰۰۶ مصر، جمعیت آن ۱۳۱۶۴ نفر(۶۶۶۶ مرد و ۶۴۹۸ زن) بوده است.